# Gilius van Bergeijk
Gilius van Bergeijk (* 7. November 1946 in Den Haag/Provinz Zuid-Holland) ist ein niederländischer Komponist und Musikpädagoge.

## Leben und Wirken
Van Bergeijk studierte von 1966 bis 1972 Oboe und Saxophon, danach am Koninklijk Conservatorium in Den Haag Komposition bei Kees van Baaren und elektronische Musik bei Dick Raaijmakers. Seit 1972 unterrichtet er elektronische Musik am Koninklijk Conservatorium.
Er arbeitete mit Improvisationsmusikern wie Willem Breuker oder Misha Mengelberg, mit dem Orkest De Volharding und Het Nieuwe Leven und leitete die eigene Gruppe Gilius' Haagsche Hofje. Er war einer der Gründer des Holzbläsersextetts De Zes Winden.

## Werke
- Pianomuziek I t/m IV, 1966–67
- Drie stukken voor instrumenten en electriciteit, 1970
- Sonate für Oboe, Klavier, Ringmodulator und Lautsprecher, 1970
- Orkestspel, 1969–71
- Het leven van Rosa Luxemburg für Klavier, Celesta, vier Melodieinstrumente und Tonband, 1971
- Opwaartsche wegen, Ballettmusik, 1972
- Vruchten en zaden für Bläser und Kontrabass, 1975–76
- Verboden te fluiten, 1979
- Tussen twee werelden : (in memoriam Edgar Varèse) für Instrumentalensemble und Tonband, 1985–86
- Lof der Duisternis für großes Blasorchester, 1988
- Demontage : themes and variations für Ensemble, 1994–96
- Van de schaduw naar het licht für Ensemble, 1999–2000
- D.E.S. für elektronische Instrumente
- B.A.C. für Orgel
- mit Huib Emmer: Tussen twee werelden für großes Ensemble und Tonband